# Hoplodrina elegans
Hoplodrina elegans là một loài bướm đêm trong họ Noctuidae.